# Иванов, Михаил Михайлович (Герой Социалистического Труда)
Иванов Михаил Михайлович (18 октября 1919 года, дер. Большая Чёрная, Томского уезда, Томской губернии — 6 мая 1993 года, село Курлек, Томский район, Томская область РФ) — шофёр Калтайского леспромхоза Министерства лесной и деревообрабатывающей промышленности СССР, Герой Социалистического Труда (1957) .

## Биография
Михаил Михайлович Иванов родился 18 октября 1919 года в деревне Большая Чёрная, Томского уезда, Томской губернии (ныне – в составе Болотнинского района Новосибирской области) в крестьянской семье. 
После окончания школы работал в сельском хозяйстве. В декабре 1936 года стал работать шофёром в Калтайском механизированном лесопункте треста «Томлес» Томского района.
В 1942 году был призван в Красную Армию, участник Великой Отечественной войны, был ранен, продолжил службу на Ленинградском фронте, потом – на Карельском фронте, принимал участие в войне с Японией в 1945 году.
После демобилизации из армии в 1946 году Михаил Михайлович Иванов продолжил работать шофёром в Калтайском лесозаготовительном пункте Тимирязевского леспромхоза Томского района. Был передовиком производства, неоднократно побеждал в социалистическом соревновании, намного перевыполняя план вывоза древесины. 
За выдающиеся успехи в деле развития лесной промышленности Иванову Михаилу Михайловичу Указом Президиума Верховного Совета СССР от 5 октября 1957 года было присвоено высокое звание Героя Социалистического Труда с вручением ордена Ленина и золотой медали «Серп и Молот».
На пенсии – с 1976 года, проживал в селе Курлек Томского района. Умер 6 мая 1993 года.

## Награды
- Звание Герой Социалистического Труда (Указ Президиума Верховного Совета СССР от 5 октября 1957 года);
- Золотая медаль «Серп и Молот» (5 октября 1957) - № 7862;
- Орден Ленина (5 октября 1957) - № 346392;
- медали